# Chionaema sanguinea
Chionaema sanguinea là một loài bướm đêm thuộc phân họ Arctiinae, họ Erebidae.